# Deinacanthon urbanianum
Deinacanthon urbanianum ist die einzige Art der Pflanzengattung Deinacanthon in der Unterfamilie Bromelioideae innerhalb der Familie der Bromeliengewächse (Bromeliaceae).

## Beschreibung

### Vegetative Merkmale
Deinacanthon urbanianum wächst als ausdauernde krautige Pflanze terrestrisch. Es werden vertikale, unterirdische Rhizome und oberirdische Ausläufer mit dunkel-braunen sich dachziegelig überlappenden Niederblättern gebildet.
Von den 10 bis 15, selten mehr, in grundständigen Blattrosetten angeordneten Laubblätter sind die äußeren etwa ausgebreitet sowie zurückgekrümmt und die inneren, besonders bei jungen Pflanzenexemplaren aufrecht und in Blattscheide sowie -spreite gegliedert. Die Blattscheiden sind schmal-eiförmig und fast kahl. Die sukkulenten, derben, parallelnervigen Blattspreiten sind bei einer Länge von etwa 30 Zentimeter schmal-linealisch mit zugespitztem oberen Ende. Der gesägte Blattrand besitzt ausgebreitete oder im oberen Bereich nach hinten gerichtete braune etwa 3 Millimeter lange sowie etwa 8 Millimeter breite Stacheln. Die Blattoberseite ist kahl sowie etwas glänzend und die Unterseite ist mit einer matt-weißen Haut aus verwachsenen Saugschuppen bedeckt, die sich bei Trockenheit hell-grün verfärbt.

### Generative Merkmale
Der gedrungene Blütenstandsschaft ist nicht mehr als 10 Zentimeter lang und so überragt der Blütenstand von Deinacanthon urbanianum die Blattrosette nur wenig. Der Blütenstand ist von den inneren Blättern, die relativ klein, ganzrandig und gerundet sind, umhüllt. Der verhältnismäßig kurze Blütenstand (Infloreszenz) weist einen Durchmesser von etwa 3 Zentimetern auf und enthält wenige  aufrechte Blüten. Die äußeren Tragblätter weichen zunehmend von den inneren Blättern ab. Die inneren Tragblätter sind verdickt, häutig mit breitem trockenhäutigen Rand. Die inneren Tragblätter sind bei einer Länge von etwa 27 Millimetern sowie einer Breite von etwa 10 Millimetern eiförmig mit plötzlich spitzem oberen Ende, mikroskopisch fein gesägtem Rand und mit einer weißen Haut aus Saugschuppen bedeckt. Die inneren Tragblätter überragen die Kelchblätter. Es sind keine Blütenstiele vorhanden.
Die Blüten riechen unangenehm. Die zwittrigen, fast radiärsymmetrischen, dreizähligen Blüten besitzen eine Länge von bis zu 4 Zentimetern. Die drei etwas asymmetrischen, fast aufrechten, zu einer kurzen Röhre verwachsenen Kelchblätter sind bei einer Länge von bis zu 15 Millimetern verkehrt-eiförmig-elliptisch mit plötzlich spitzem sowie stachelspitzigem oberen Ende. Die drei Kronblätter sind etwa 19 Millimeter lang. Es sind zwei Kreise mit je drei Staubblättern vorhanden. Die Staubfäden sind untereinander, aber zu 1/3 mit den Kronblättern verwachsen. Die Staubbeutel sind etwa 6 Millimeter lang. Bei Deinacanthon sind die sulcaten Pollenkörner einzeln (Monade). Der unterständige Fruchtknoten ist unauffällig dreikantig und bei einer Länge von etwa 11 Millimetern sowie einem Durchmesser von 5 bis 6 Millimetern fast keulenfömig-zylindrisch und verengt sich nicht am oberen Ende. In jeder Fruchtknotenkammer befinden sich 30 bis 50 Samenanlagen. Die drei Narbenäste sind spiralig.
Die Blütenformel lautet:
{\displaystyle \star \;K_{(3)}\;{[C_{(3)}\;A_{(3+3)]}}\;G_{\overline {(3)}}}
Es werden Beeren gebildet.

## Vorkommen
Deinacanthon urbanianum kommt in Paraguay und in den argentinischen Provinzen Salta, Córdoba, Chaco, La Rioja, San Luis vor.
Deinacanthon urbanianum wächst in trockenem, offenem Waldland bis zu felsigen Bergrücken in Höhenlagen von 500 bis 850 Metern.

## Systematik
Die Erstbeschreibung erfolgte 1891 unter dem Namen (Basionym) Rhodostachys urbaniana durch Carl Christian Mez in Carl Friedrich Philipp von Martius: Flora Brasiliensis, Band 3, 3, Seite 182, Tafel 51. Die Neukombination zu Deinacanthon urbanianum (Mez) Mez erfolgte 1896 auch durch Mez in Alphonse Louis Pierre Pyramus de Candolle, Anne Casimir Pyramus de Candolle: Monographiae Phanerogamarum, Band 9, Seite 13. Lyman Bradford Smith veröffentlichte 1967 den Namen Bromelia urbaniana (Mez) L.B.Sm. in Phytologia, Volume 15, Seite 174, Tafel 3, f. 1, 2. Gültiger Name ist Deinacanthon urbanianum (Mez) Mez.
Der Gattungsname Deinacanthon setzt sich aus den altgriechischen Wörtern deinos für „schrecklich“ und anthos für „Blüte“ zusammen. Das Artepitheton urbanianum ehrt den deutschen Botaniker Ignaz Urban (1848–1931).
Deinacanthon urbanianum ist die einzige Art der Pflanzengattung Deinacanthon in der Unterfamilie Bromelioideae innerhalb der Familie der Bromeliaceae.

## Nutzung
Das Volk der Matacos im argentinischen Formosa nutzt die Fasern der Laubblätter dieser Art.